# 굿라이프 (프로듀싱 팀)
굿라이프(영어: Good Life)는 대한민국의 작사, 작곡, 편곡, 프로듀싱 팀이다. 주로 비스트, 비투비의 앨범에 참여하였다. 굿라이프의 구성원은 용준형, 김태주이다.

## 참여 음반
| 음반명                        | 발매년도         | 발매그룹      | 참여 곡 목록 |  |
| ----------------------------- | ---------------- | ------------- | --- |  |
| 《Fiction And fact》          | 2011년 5월 17일  | 비스트        | 〈Freeze〉 |  |
| 《Be Quiet》                  | 2011년 10월 25일 | 김완선        | 〈Be Quiet〉 |  |
| 《Hippity Hop》               | 2012년 8월 13일  | 이엑스아이디  | 〈Think About〉 |  |
| 《이럴 줄 알았어》            | 2012년 1월 26일  | 비스트        | 〈이럴 줄 알았어〉 |  |
| 《너 없이 사는 것도》         | 2012년 2월 3일   | 용준형        | 〈너 없이 사는 것도〉 |  |
| 《Midnight Sun》              | 2012년 7월 22일  | 비스트        | 〈니가 쉬는 날〉, 〈Dream Girl〉 |  |
| 《The First Collage》         | 2012년 11월 26일 | 양요섭        | 〈Look At Me Now〉, 〈카페인〉, 〈그대는 모르죠〉                                                                                            |  |
| 《아이리스 OST Part 3》       | 2013년 3월 27일  | 비스트        | 〈Black Paradise〉 |  |
| 《그땐 그랬지》               | 2013년 4월 2일   | 알리, C-CLOWN | 〈그땐 그랬지〉 |  |
| 《괜찮겠니》                  | 2013년 5월 29일  | 비스트        | 〈괜찮겠니〉 |  |
| 《I'm sorry》                 | 2013년 6월 15일  | 비스트        | 〈I'm Sorry〉 |  |
| 《Hard to love, How to love》 | 2013년 7월 19일  | 비스트        | 〈Intro〉, 〈Shadow〉, 〈How to Love〉, 〈Be Alight〉, 〈I'm Sorry〉, 〈괜찮겠니〉, 〈너는 나빠〉, 〈Encore〉                                |  |
| 《Flower》                    | 2013년 12월 13일 | 용준형        | 〈Nothing Is Forever〉, 〈Flower〉, 〈Anything〉, 〈Slow〉, 〈카페인 (Piano ver.)〉                                                          |  |
| 《이젠 아니야》               | 2014년 6월 10일  | 비스트        | 〈이젠 아니야〉 |  |
| 《Good Luck》                 | 2014년 6월 16일  | 비스트        | 〈We Up〉, 〈Good Luck〉, 〈Dance With U〉, 〈이젠 아니야〉, 〈Sad Movie〉                                                                   |  |
| 《TIME》                      | 2014년 10월 19일 | 비스트        | 〈12시 30분〉, 〈Dirve〉, 〈좋은 일이야〉, 〈눈을 감아도〉, 〈가까이 (Stay)〉                                                                |  |
| 《The Winter's Tale》         | 2014년 12월 21일 | 비투비        | 〈한 모금〉 |  |
| 《일하러 가야 돼》            | 2015년 7월 20일  | 비스트        | 〈일하러 가야 돼〉 |  |
| 《Ordinary》                  | 2015년 7월 27일  | 비스트        | 〈예이 (YeY)〉, 〈일하러 가야 돼〉, 〈스위트 룸〉, 〈그곳에서〉, 〈가져가〉, 〈I THINK I LOVE YOU (KOREAN VER.)〉, 〈ONE DAY (KOREAN VER.)〉 |  |
| 《HIGHLIGHT》                 | 2016년 7월 4일   | 비스트        | <하이라이트(Highlight)>, <리본(Ribbon)>, <연습 중>, <When I...>, <I'll give you my all (동운 solo)>                                          |  |
| 《CAN YOU FEEL IT?》          | 2017년 3월 20일  | 하이라이트    | <얼굴 찌푸리지 말아요>, <아름답다>, <CAN YOU FEEL IT?>                                                                                       |  |
| Kriesha Chu 1st Single Album  | 2017년 5월 24일  | 크리샤 츄     | <너였으면 해>, <Trouble> |  |
| 《CALLING YOU》               | 2017년 5월 29일  | 하이라이트    | <CALLING YOU>, <SLEEP TIGHT> |  |
| 《CELEBRATE》                 | 2017년 10월 16일 | 하이라이트    | <CELEBRATE>, <어쩔 수 없지 뭐>, <TAKE ON ME>, <WHO AM I>                                                                                     |  |
| From. VICTION                 | 2017년 11월 9일  | 빅톤          | 나를 기억해 |  |
| 내가 모르게                   | 2018년 8월 26일  | 고성민        | 내가 모르게 |  |